# Silla Sacco
La silla Sacco es un asiento diseñado por Piero Gatti (Turín, 1940−Grosseto, 2017), Cesare Paolini (Génova, 1937−Turín, 1983) y Franco Teodoro (Turín, 1939−2005) en 1968 y producido por Zanotta, en Milán, desde ese mismo año hasta el presente. Se trata de uno de los productos de diseño industrial más relevantes del siglo XX. Está construido generalmente con un saco de vinilo relleno de bolitas de poliestireno semiexpandido. La Sacco se adapta a todas las posiciones del usuario. Inicialmente, sus diseñadores habían pensado llenarla de líquido pero el peso excesivo de esta solución les llevó a optar por bolitas de poliestireno.
La Sacco original tenía como protagonista un apoya cabezas que se consiguió expandiendo la forma que ocuparía esta parte del cuerpo. En los modelos posteriores, entre ellos el producido por Zanotta, la zona destinada a la cabeza no es un componente distinto, sino que está integrada completamente, no diferenciándose ninguna parte. Se diseñó en un inmenso rango de colores y, posteriormente, en diferentes estampados. Sin embargo, el modelo más comercializado es el de cuero, con el cual el objeto gana mucha duración y requiere menos cuidado.
Supuso en el momento de su aparición una revolucionaria propuesta y una nueva forma de plantear el mobiliario frente a la rigidez y la normalidad imperantes. Se enmarca dentro de la tendencia denominada antidiseño, que en contra de los preceptos racionales que defendía el movimiento moderno, pretendía validar la expresión creativa individual a través del diseño.        
Sacco está incluida en la colección permanente de los más importantes museos de arte contemporáneo en todo el mundo. Entre ellos, el Museum of Modern Art de Nueva York (MoMA), el Centre Pompidou de París y el Victoria and Albert Museum de Londres. Sacco participó en la exposición Italy: The New Domestic Landscape, organizada por el Museum of Modern Art de Nueva York en 1972 y recibió, en 1973, el premio BIO 5 en la Bienal de Diseño de Liubliana. En 2020 Sacco recibió el XXVI Premio Compasso d'Oro.
Cesare Paolini, arquitecto, realizó sus estudios en el Politecnico di Torino. Franco Teodoro y Piero Gatti, diseñadores, se graduaron en el Istituto Tecnico Industriale Statale per le Arti Grafiche e Fotografiche de Turín.    
Piero Gatti, Cesare Paolini y Franco Teodoro establecieron su despacho de arquitectura y diseño en Turín en 1965.  

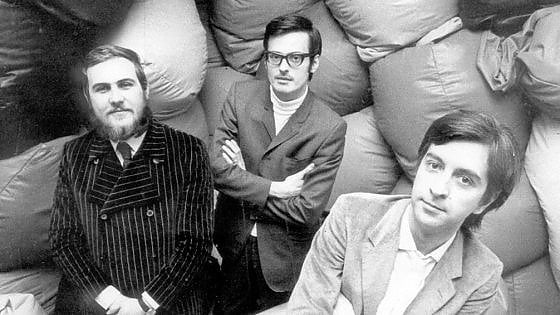
Piero Gatti, Cesare Paolini y Franco Teodoro, autores del Sacco, en París en 1969.

## Premios
- Bio 5 Ljubljana, Bienal de Diseño de Liubliana, 1973
- Selección para el Premio Compasso d'Oro, 1970
- M.I.A.- Mostra Internazionale dell'Arredamento, Monza, 1968
- XXVI Premio Compasso d'Oro, 2020

## Exposiciones
- Museum of Modern Art, Nueva York: Italy: The New Domestic Landscape, 1972
- Cité de l’Architecture et du Patrimoine, París: Architects’ Furniture: 1960–2020, septiembre de 2019
- Museum of Modern Art, New York: Recent Acquisitions: Design Collection, 1 December 1970, 31 January 1971
- Solomon R. Guggenheim Museum, The Italian Metamorphosis,1943-1968, 7 October 1994—22 January 1995 [Triennale di Milano February—May 1995, Kunstmuseum Wolfsburg May—September 1995]
- Museum of Modern Art, New York: Architecture and Design: Inaugural Installation, 20 November 2004 - 7 November 2005
- Musée d'Art Moderne et Contemporain, Saint-Étienne Métropole: Déjà-vu. Le design dans notre quotidien, 15 December 2020 - 22 August 2021

## Colecciones
- Museum of Modern Art, Nueva York

- Israel Museum, Jerusalén

- Uměleckoprůmyslové Muzeum, Praga

- Kunstgewerbemuseum, Berlín

- Kunstmuseum, Düsseldorf

- Museum für angewandte Kunst, Viena

- Taideteollisuusmuseo Konstindustrimuseet, Helsinki

- Musée des Arts Décoratifs, París

- The Saint Louis Art Museum, Saint Louis

- Museo dell'arredo contemporaneo, Russi (Ra)

- Museum für Kunst und Gewerbe, Hamburgo

- Denver Art Museum, Denver

- Dallas Museum of Art, Dallas

- Fondazione Triennale Design Museum, Milán

- Tel Aviv Museum of Art, Tel Aviv

- Vitra Design Museum, Weil am Rhein

- Musée National d'Art Moderne (Centre Pompidou), París

- Thessaloniki Design Museum, Thessaloniki

- Brücke-Museum, Berlín

- Fonds Régional d'Art Contemporain, Dunkerque

- Centro Arte e Design, Calenzano

- Powerhouse Museum, Sydney

- Museum voor Sierkunst en Vormgeving, Gent

- Philadelphia Museum of Art, Filadelfia

- Shiodome Italia Creative Center, Tokio
- Musée d’art moderne et contemporain de Saint-Étienne, Auvergne-Rhône-Alpes
- National Gallery of Victoria, Melbourne

## En los medios
Sacco ha aparecido a menudo en las tiras Peanuts de Charles M. Schulz. 